# Pas (fotografia)
En fotografia, un pas és una diferència en l'exposició de doble o meitat. Si ens referim a un pas de diafragma serà la diferència d'obrir o tancar el diafragma de mode que entri el doble o la meitat de llum. Si el pas fa referència a l'obturació, serà la diferència d'exposar el doble o la meitat de temps.

## Passos i ràtios

### Les ràtios
L'exposició és la il·luminació en el pla de la imatge expressada en lux i multiplicada pel temps, en segons, que actua aquesta llum. Així l'important és la quantitat d'exposició que rep el material sensible. Si, per exemple, el vestit de la núvia és quatre cops més blanc que el gris de l'armilla del nuvi diem que té una relació de llums 4:1. L'important és sempre la quantitat de llum que arribi a la pel·lícula, de manera que sempre estaran en relació directa el clar i obscur que siguin les coses amb el clar i obscur que sigui la seva imatge dins la càmera. Per això moltes vegades es parla de relació de llums i de passos del que hi ha a l'escena, en lloc del que s'hauria de parlar que és de les relacions que guarden les exposicions produïdes per elles dins la càmera.
Podem escriure relacions de llums dient quantes vegades és més gran l'exposició produïda per una llum que l'altra. Per exemple, una relació de 3:1 significa que un to és tres cops més clar que l'altre. O que un focus dona 3 cops més llum que l'altre. Aquests números que apareixen en les relacions, separats per dos punts, són magnituds físiques i no poden ser qualsevol. Han de ser:
- Exposicions (lux x segon), il·luminació (llum que arriba a la pel·lícula o a l'escena, en lux).
- Luminància (llum que reflecteix un objecte, en candeles per metre quadrat que també s'anomenen nits).
- Potència (potència d'un focus, sempre que tinguin els mateixos reflectors i estiguin a la mateixa distància. Es mesura en watts).
- Reflectàncies (tant per cent de llum que reflecteix una superfície).

Si no és una d'aquestes unitats, no poden escriure's les relacions. No tindrien sentit.

### El pas
Si la relació ens parla de quantes vegades és més gran l'exposició produïda per un to que la d'un altre, el pas és una forma de parlar del mateix que té relació amb els comandaments de les màquines. Aquests comandaments (diafragma i obturador) es mouen a salts de manera que entre cada salt donen el doble o la meitat d'exposició. Per això s'anomenen passos.
Per saber quants passos corresponen a una relació donada hem de treure el logaritme binari de la relació. Al contrari, per saber en quina relació estan una diferència d'exposició donada en passos s'ha d'elevar dos al número de passos.
Per exemple:
Tenim un gris amb una reflectància del 80% (en realitat un blanc) i un altre amb una reflectància del 43% (un gris clar). La relació de llums és:
80:43 = 1,86:1
En passos serien:
passos = 3.322 * log(1,86) Que són 0.9 passos.

## Límits pràctics
Per regla general considerem que la diferència mínima en passos que ens pot importar és d'un terç. Les càmeres es calibren perquè els seus ajustos tinguin un error menor d'1/3 de pas, és a dir, que es posa un diafragma f/4 en realitat la càmera pot estar posant des d'1/6 de pas menys, a 1/6 de pas més. Així mateix l'escala de sensibilitat fotogràfica (ASA, el primer número de la ISO) es determina en terços de pas. L'escala és: 25, 32, 40, 50, 64, 80, 100, 125, 160, 200, 250, 320, 400, 500, 640, 800, 1000, 1200.
Cada vegada que es dobla el número és un pas. Però la sèrie en sí està dividida en terços. Per això l'escala donada pel segon número de la sensibilitat ISO (el número que indica la sensibilitat europea) va d'un en un: 15, 16, 17, 18, 19, 20, 21. Cada 3 números és un pas, perquè cada número és un terç.

## Determinació simple de la relació entre passos i ràtios amb la sensibilitat ASA
(En realitat, ja fa molts anys que no es parla d'ASA, sinó d'ISO, que es refereix tant al valor ASA com al DIN. Per exemple, una pel·lícula d'ISO 100/21°, encara que en la pràctica només s'esmenta l'ISO a seques).
Els números de la sensibilitat ASA poden emprar-se per saber quants passos corresponen a una relació de llums i viceversa, sense haver de calcular logaritmes. Així és:
Prenent com a base la sensibilitat de 100 ASA. Tenint en compte la sèrie de sensibilitats, i que entre dos números consecutius hi ha 1/3 de pas, només s'ha de considerar que un dels valors és 100 i l'altre el que correspongui dins la sèrie i a la mateixa distància de passos.
Per exemple, una relació de 3:1. Què vol dir que una llum és el triple d'intensa que una altra? Es considera que el número de referència, l'1 de la fracció, són les 100 ASA. Per tant, 3:1 si es fa que 1 sigui 100 és 300:100. On cau el 300 a la sèrie de números ASA? Està entre 250 i 320, però més a prop de 300 que de 250. 320 ASA és 1 pas i dos terços major que 100 ASA (ho diu a la sèrie, està 5 posicions més amunt). Per tant, una relació de 3:1 és aproximadament un pas i dos terços.
Un altre exemple: una relació 5:1. Una altra vegada el 100 en el denominador i com en el numerador hi ha 5 vegades més, que cinc cops més que cent són cinc-cents, per tant és el mateix que 500:100. Ara es busca el 500 a la sèrie de sensibilitats ASA: es passa de 100 a 200 (un pas), de 200 a 400 (dos passos) i de 400 a 500 que és el següent, aleshores entre 500 i 400 hi ha un terç. Més dos passos que es tenien de 100 a 400, queden dos passos i un terç, 5:1 són 2+1/3 passos.